# 落雁

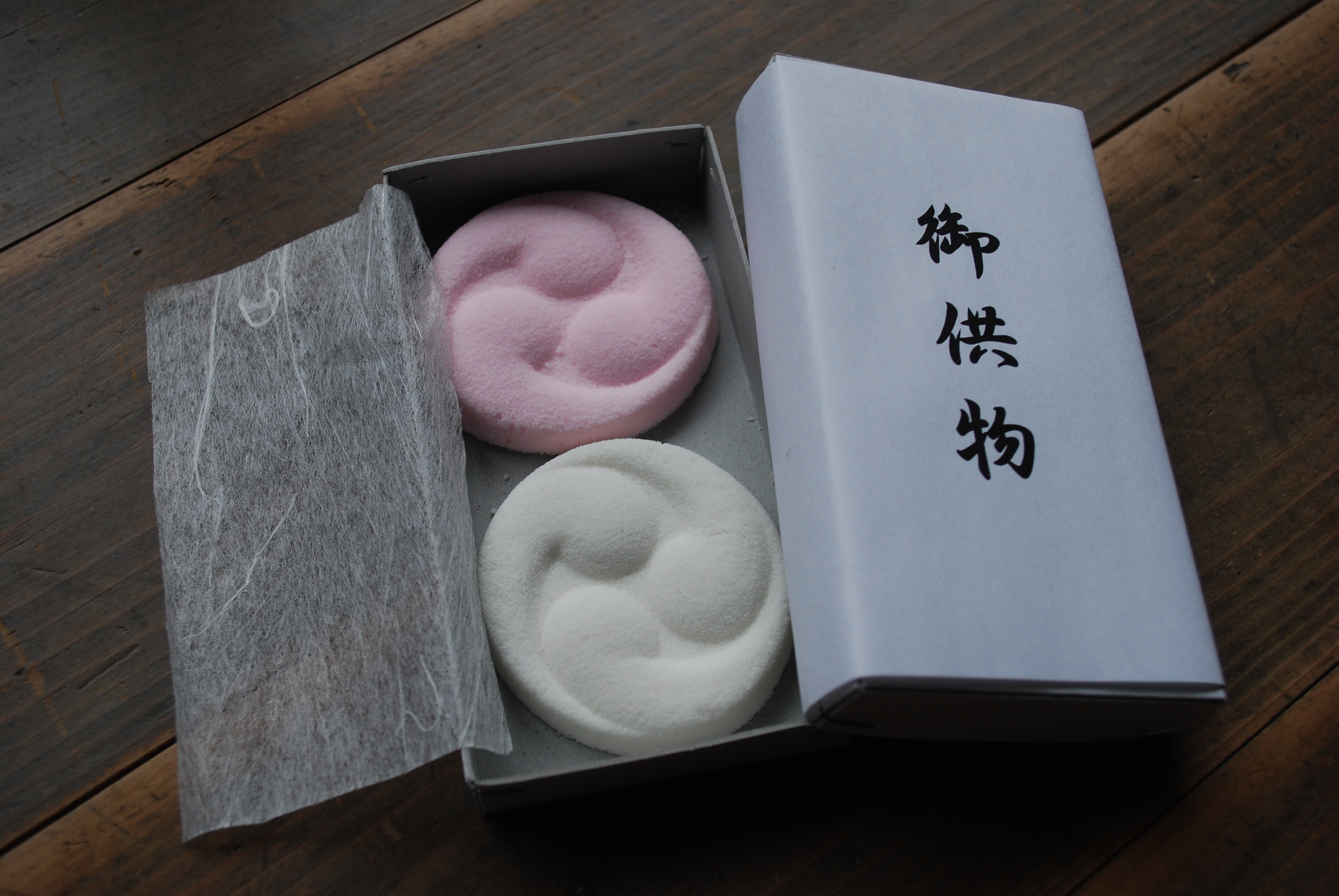
落雁（神社の御供物）

落雁（らくがん）は、米や豆、蕎麦、栗などから作った澱粉質の粉に水飴や砂糖を混ぜて着色し、型に押して固めて乾燥させた“打ちもの”と呼ばれる干菓子である。

## 概要
茶席菓子、供物定番の伝統的な和菓子だが、そのルーツは西アジアから中央アジアと云われている。中国を経由し、室町時代に「日明貿易」を通じて日本へと伝わった。
日明貿易ルート以外にも、江戸時代には中国から長崎に伝わった落雁（口砂香/こうさこ）もある。
名称の由来には諸説あり、明の軟落甘 (なんらくかん) から「軟」が欠落して転訛したという説や、形が落雁に似ているところから近江八景の一つ「堅田落雁」になぞらえたという説などがある。
なお、落雁という言葉の意味は、「空から舞い降りる雁」のことを言い、秋の季語でもある。
三原市歴史民俗資料館に展示されている落雁が現存最古の和菓子とみられている。1818年に西町の川口家の人物が華陽院(静岡市)から持ち帰ったものである。

## 製法
落雁の製法には二通りある。
1. すでに蒸して乾燥させた米（糒（ほしい、干飯））の粉を用い、これに水飴や砂糖を加えて練り型にはめた後、ホイロで乾燥させたもの。
2. 加熱していない米の粉を用いて1.同様に水飴を加え成型し、セイロで蒸し上げた後、ホイロで乾燥させたもの。

通常は、前者は落雁、後者は白雪糕（白雪羹）（はくせつこう。関西などでは「はくせんこ（う）」とも）と呼ばれるものである。
後者は新潟県長岡市の越乃雪（越の雪）が有名である。ただし、改良の末、前者に限りなく近い製法となっている。
製法は明時代の中国における軟落甘に基づく。これは小麦粉・米粉を水飴や脂肪で練り固めて乾燥させた菓子で、西～中央アジアに由来するといわれ、元時代に中国に伝来した。
これが室町時代に日明貿易で伝わり、茶道の勃興によって広まった。なお、中国にはこの軟落甘が現在も存在しており、長崎市には軟落甘が江戸時代に再上陸したものとしてこうさこ（口砂香）と言われる落雁がある。
江戸時代には加賀藩が大々的に製菓事業に対して奨励策を取ったことから、金沢市では落雁の技術が進化しており、長生殿はこうした成果の一つである。なお、この原料である糒は軍事作戦には不可欠の食料であるため、奨励策は軍備維持における糒の在庫処分ではないかという説もある。
また、松江藩でも松平治郷（松平不昧）が茶の湯と共に和菓子を奨励したため、山川という落雁を生み出しており、前述の越乃雪・長生殿と共に日本三大銘菓として挙げられている。
このように茶席菓子や供物などに用いられることが多かったことから、茶の湯では薄茶点前に供される定番の菓子となっている。また、仏事等の供物として用いられることも多い。このことから、落雁は和菓子の中でも高級なものとされている。このような高貴な場に供されるものは、糖類に和三盆、または精製された糖蜜の少ない黒砂糖が使われる。

## 変種
- 諸越（もろこし）- 秋田県の伝統菓子。小豆の粉と砂糖が主原料。名前の由来は久保田藩四代藩主佐竹義格に献上された際、「諸々の菓子を越えて風味良し」との評価を得たことから。
- しおがま（志ほがま） ‐ みじん粉(もち米を蒸して煎るなどして粉にしたもの)、和三盆、塩、塩漬けのしその葉を合わせ押し固める製法。名前の由来通り宮城県塩竈市に伝わる伝統の高級和菓子。
- 栗落雁（くりらくがん）- クリを加熱して挽いた栗粉で作るもの。長野県小布施町、飯田市などで作られている。
- 麦落雁（むぎらくがん）- 大麦を加熱して挽いた粉であるはったい粉で作るもの。群馬県館林市、長野県松本市、新潟県上越市、京都市、滋賀県大津市など、各地で作られている。
- 豆落雁（まめらくがん）- 福井県敦賀市の伝統菓子。粗挽きの大豆と砂糖などを固めて作る。おかめの顔を型取っているものが有名。大豆の州浜粉や赤豌豆粉で作るものは京都市でも作られている。
- 葛菓子（くずがし）- 奈良県吉野山の伝統菓子。葛粉で作るもの。
- 銅銭糖（どうせんとう）- 熊本県 大津町の伝統菓子。棒状の落雁の中心に餡が入ったもの。名前の由来は銅銭を五十枚重ねた大きさの落雁に、その銅銭の穴にあたる部分に餡を入れた形状をしているから。
- コーグヮーシ ‐ 餅粉を原料とする沖縄県の落雁。冠婚葬祭の供え物に幅広く用いられる。語源は羹菓子、あるいは糕菓子と考えられる。

## 中国の類似菓子
現在の中国においては、下記のような落雁、および類似の型押して作る干菓子がある。
- 雲片糕（ユンピエンガオ、yúnpiàngāo）- 米粉を使った薄手の落雁で、クルミの実、ゴマなどが入ることがある。本来は雪片糕（xuěpiàngāo）と呼ばれていた。上海市、江蘇省周辺、北京市、広西チワン族自治区柳州周辺の物が有名。
- 桃片糕（タオピエンガオ、táopiàngāo）- クルミ入りの雲片糕の別名。重慶市雲陽県の物が有名。
- 杏仁餅（シンレンビン、xìngrénbǐng） - 杏仁、緑豆粉、砂糖、植物油を王冠型、コイン型、花型などの型に押して作る菓子。硬く、クッキーに似た風味がある。広東省中山市やマカオなどで土産物として売られている。 マカオの物はアーモンドクッキーと呼ばれる事もある。
- 緑豆糕（リュードウガオ、lǜdòugāo） - 緑豆粉、砂糖などを固めて作る。北京、桂林、厦門、台湾などの名物となっている。軟らかく、崩れやすい。ベトナムのハイズオンなどにもある。直方体に押し固めるものと、花の模様を付けた円盤状などに固めるものがある。
- 芝麻糕（チーマーガオ、zhīmágāo） - 緑豆糕の変種で擂りゴマを加えるもの。
- 峨嵋糕(熟粉类)（エメイガァオ、emeigāo） -米粉、小麦粉、葡萄糖、豆粉、麦芽糖などを冷加工した四川省峨眉山市の特産菓子。仏様へのお供え物として使用されて来た。